# KNM-KP 271
KNM-KP 271 è il numero di repertorio di parte dell'omero sinistro di un Australopithecus anamensis, un ominide della specie Australopithecus anamensis, vecchio di 4,1 milioni di anni, scoperto nel 1965 da Bryan Patterson a Kanapoi in Kenia.

## Caratteristiche
Il fossile corrisponde all'omero distale sinistro, ovvero la parte dell'osso più vicina alle ossa dell'avambraccio, con cui forma il gomito.
L’attribuzione del distale, descritto dagli scopritori come simile a quello dell'uomo moderno, alla nuova specie non poté essere fatta fino alle scoperte del 1994  di un fossile di mandibola, repertorio KNM-KP 29281, e di altri fossili (KNM-KP 29285 e altri).